# أليسون كينغ
أليسون كينغ (بالإنجليزية: Alison King)‏ هي ممثلة بريطانية، ولدت في 3 مارس 1973 في ليستر في المملكة المتحدة.

## وصلات خارجية
- أليسون كينغ على موقع IMDb (الإنجليزية)